# Èdip a Colonos
Èdip a Colonos (en grec: Οἰδίπους ἐπὶ Κολωνῷ) és una obra teatral de Sòfocles. L'acció ocorre a Colonos, vila natal de l'autor propera a Atenes, on un Èdip cec i les seves filles Antígona i Ismene van per demanar asil al rei Teseu.
L'obra és la segona del cicle de les tres obres tebanes, ja que els fets descrits ocorren després d’Èdip Rei i abans d'Antígona. Tanmateix, va ser la darrera de les obres de Sòfocles, i es va estrenar pòstumament pel seu fill, Sòfocles el Jove, al festival de Dionís del 401 aC, cinc anys després de la mort de l'autor.

## Dramatis Personae
Personatges, per ordre d'aparició: Èdip, Antígona, estranger, cor d'ancians de Colonos, Ismene, Teseu, Creont, Polinices, missatger.

## Argument
Guiat per la seva filla Antígona, un Èdip vell i cec arriba a Colonos, un poble de l'Àtica al nord d'Atenes. S'asseu a una pedra per descansar, i de seguida un ciutadà s'hi acosta i els demana que s'aixequin, ja que aquell és un lloc sagrat de les Erínies. Èdip recorda la profecia d'Apol·lo que havia predit que mataria el seu pare i es casaria amb la seva mare, també li havia revelat que moriria en un lloc sagrat per les Erínnies, i que seria una benedicció per a la terra on fóra enterrat.
En assabentar-se que és el fill de Laios, la gent de Colonos vol fer-lo'n fora perquè els fa por que els porti mala sort. Però Èdip fa un eloqüent discurs defensant que no és moralment responsable dels seus crims, ja que va matar el seu pare en defensa pròpia. També demana de veure el seu rei, Teseu, i els ciutadans decideixen deixar que sigui Teseu qui jutgi Èdip.
La segona filla d'Èdip, Ismene, hi arriba a cavall portant al seu pare notícies de Tebes. Els dos fills d'Èdip, Etèocles i Polinices estan lluitant pel tron de la ciutat. Coneixedors de la profecia de l'oracle, tots volen el cadàver del seu pare per prevaldre contra el seu germà. I el regent de la ciutat, Creont (germà de Iocasta, la difunta mare i esposa d'Èdip) té la intenció de capturar i enterrar Èdip a la ciutat perquè prosperi, sense ni tan sols preocupar-se pels deguts ritus funeraris. Indignat amb l'actitud dels seus parents tebans, Èdip maleeix els seus dos fills i demana protecció davant de Creont a la gent de Colonos.
Arriba el rei d'Atenes, Teseu, i es mostra comprensiu amb Èdip, oferint-li ajuda i protecció. Agraït, Èdip li ofereix de ser enterrat a Atenes per portar fortuna a la ciutat. Teseu atorga a Èdip la ciutadania atenenca i se'n va.
Arriba Creont i, fingint amistat amb Èdip, li demana que torni a Tebes. Quan Èdip el rebutja i li recorda tots els mals que li ha causat, Creont fa que els seus soldats prenguin per força les dues filles d'Èdip per fer-li xantatge. El cor intenta imepedir-ho, però no n'és capaç i corren a avisar Teseu. El rei d'Atenes aconsegueix recuperar les dues joves i les tornen a Èdip.

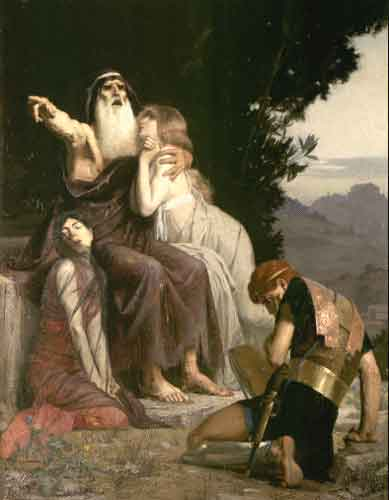
Edip (amb Antígona i Ismene) rebutja les peticions del seu fill Polinices. André Marcel Baschet (1883)

Mentrestant, Polinices ha arribat i demana parlar amb el seu pare. Tot i que d'entrada s'hi nega, Antígona el convenç i Èdip escolta com el seu fill li demana d'ajudar-lo a combatre el seu germà Etèocles, que ha aconseguit el tron tebà. Èdip el maleeix i profetitza que els dos germans moriran lluitant l'un contra l'altre. Antígona intenta convèncer el seu germà de no atacar Tebes, però no ho aconsegueix i Polinces se'n va.
Després de la conversa arriba una tempesta, que Èdip interpreta com un senyal de Zeus de la seva mort propera. Crida Teseu i li diu que ha arribat el moment de donar el regal que havia promès a Atenes. Èdip, les seves filles i Teseu abandonen l'escena. L'obra acaba amb la narració per part d'un missatger de la mort del protagonista.

## Temàtica
A diferència d'Èdip Rei, que primava en l'acció, Èdip a Colonos se centra en el debat filosòfic. Durant l'obra el protagonista es defensa amb repetides exposicions, dient que no és possible anar en contra del destí, i que no se'l pot fer responsable d'uns crims (patricidi i incest) que havia comès sense ser-ne conscient. Si bé aquesta temàtica era recurrent en altres obres sobre Èdip, aquesta és l'única que els planteja obertament.
Èdip a Colonos també pot ser vista com la redempció d'Èdip. Així com a Èdip Rei el veiem cometre actes tinguts per abominables i volent oposar-se al destí, aquí el trobem com un captaire expiant la seva culpa i que accepta la mort que li ha estat profetitzada. Èdip també demostra la seva noblesa en decidir ser enterrat a Atenes per agrair la seva hospitalitat davant la constant bel·licositat dels tebans.

## Traducció al català
Èdip a Colonos va ser traduïda al català per Carles Riba, i fou publicada (pòstumament) el 1977 juntament amb la resta de les tragèdies tebanes, al primer volum de les obres de Sòfocles editades per Clàssics Curial.